# Coolio.com
Coolio.com – czwarty studyjny album amerykańskiego rapera Coolio. Został wydany w Japonii dnia 18 kwietnia, 2001 roku. Dużo piosenek z albumu zostało wykorzystanych na następnym albumie El Cool Magnifico z 2002 r.

## Lista utworów
1. "I Like Girls" - 4:57
2. "Yo-Ho-Ho" - 3:48
3. "Gangbangers" (featuring Daz Dillinger & Spade) - 3:42
4. "Show Me Love" - 4:04
5. "The Hustler" (featuring Kenny Rogers) - 3:33
6. "Right Now" - 4:01
7. "The Partay" - 3:36
8. "Dead Man Walking" - 3:22
9. "Life" - 3:23
10. "Would You Still Be Mine" - 3:47
11. "Skirrrrrrrt" (featuring B-Real) - 4:12
12. "Neighborhood Square Dance" - 3:40
13. "These are the Days" - 4:07
14. "Somebody's Gotta Die" (featuring Krayzie Bone) - 4:58